# Hong Kong Rangers FC

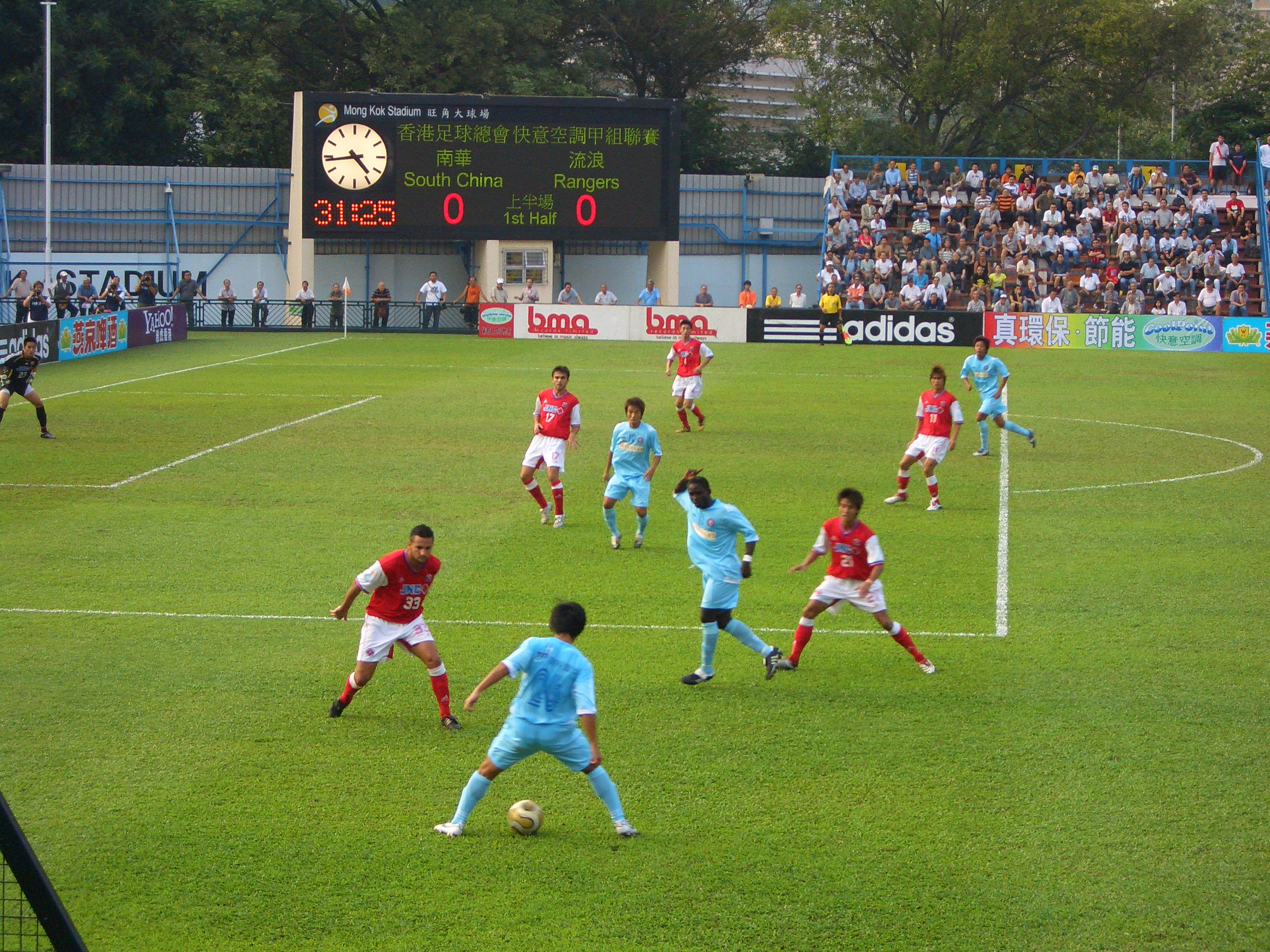
Soccer South China tegen de Hong Kong Rangers FC, 28 okt 2006

Hong Kong Rangers FC is een voetbalclub uit Hongkong en speelt in de Hong Kong Second Division League.

## Geschiedenis
De club werd in 1958 opgericht door een Schotse banneling uit Glasgow, genaamd Ian John Petrie. Hij noemde de club naar Rangers F.C.. Het was de eerste Aziatische voetbalclub met een modern trainsysteem. Eerst kon de club financieel niet meekomen met de grotere clubs. Dus vertrouwde Petrie op jonge spelers en de club stond bekend als een goede club voor jonge voetballers. Kwok Ka Ming was de meest bekende speler gescout door Petrie. In 1970, bracht Petrie drie Schotse internationals naar Hongkong. Ze waren de eerste Europese profvoetballers in Hongkong, er zouden er nog veel meer volgen, zoals Joe Brennan, Jimmy Liddell en Derek Currie. Later kwamen er ook nog namen als Steve Paterson Jimmy Bone en Tommy Nolan.

### Prijzen
- Hong Kong First Division League: 1

1970-1971
- Hong Kong Third 'A' Division League: 1

1991-1992
- Hong Kong Senior Shield: 4

1965-1966, 1970-1971, 1974-1975, 1994-1995
- Hong Kong FA Cup: 2

1976-1977, 1994-1995

## Bekende spelers
- Noord-Ierland
- George Best (1982)